# إليزابيث إيفز
إليزابيث إيفز (بالإنجليزية: Elisabeth Eaves)‏ هي صحفية أمريكية، ولدت في 1971 في فانكوفر في كندا.